# Матасов, Евгений Владимирович
Евге́ний Влади́мирович Мата́сов (род. 27 июля 1971 год, с. Доброе, Добровский район, Липецкая область, РСФСР, СССР) — российский пауэрлифтер, мастер спорта России международного класса.
Чемпион мира (2002), чемпион Европы (2005), четырёхкратный чемпион России (2002, 2003, 2006, 2010) по жиму лёжа.

## Биография
Переехал из п. Яйва на учёбу в Пермь, и здесь познакомился с тренером И. И. Корнейчуком, под руководством которого Евгений достиг своих лучших результатов.
С 2000 года выступает на чемпионатах России. В 2000 году занял третье место по жиму штанги лёжа. Через два года, успешно выступив на российских и европейских чемпионатах, занял 1 место на чемпионате мира по версии IPF (International Powerlifting Federation).
В течение нескольких лет входил в список лучших спортсменов Прикамья. В 2004 году в этом качестве удостоен стипендии губернатора.
Следующим пиком карьеры стал 2006 год: выступая на чемпионате мира в Венгрии, в весовой категории до 110 кг выжал вес 297,5 кг и стал чемпионом мира. Здесь он установил новый мировой рекорд, который раньше принадлежал венгерскому спортсмену Ласло Мисарошу. Всего он установил 12 российских, европейских и мировых рекордов, один из которых (312,50 кг в жиме лёжа в 2006 г.) до сих пор не побит.
Чемпион России (2002, 2003, 2006, 2010).
Чемпион Европы (2005), чемпион мира (2002). Многократный призёр чемпионатов мира, Европы, России.
На сегодняшний день является техническим директором, главным инженером пермской ТЭЦ-13.

## См. фото
- European powerlifting pictures Evgeniy Matasov (RUS) lifting 262.5kg in the men’s 100kg class (Aloyev photo). 2003 European Bench Press Championships // European Powerlifting Federation.
- Матасов Евгений. Галерея // Allpowerlifting. База данных выступлений по пауэрлифтингу.